# Lunca (gmina Borca)
Lunca – wieś w Rumunii, w okręgu Neamț, w gminie Borca. W 2011 roku liczyła 245 mieszkańców.